# Phalops tuberosus
Phalops tuberosus är en skalbaggsart som beskrevs av D'orbigny 1905. Phalops tuberosus ingår i släktet Phalops och familjen bladhorningar. Inga underarter finns listade i Catalogue of Life.